# Proclus (questeur du Palais)
Proclus ou Proculus (? - 527) est un haut dignitaire byzantin au début du VIe siècle de notre ère. Questeur du Palais, il occupe le poste de principal conseiller de l'empereur Justin Ier, qui règne de 518 à 527.

## Biographie
Proclus est le fils d'un haut fonctionnaire du nom de Paul.   
Il semble qu'il commence sa carrière comme avocat lors du règne d'Anastase, empereur byzantin de 491 à sa mort en 518.    
Il devient questeur du Palais (quaestor  sacri  palatii) de 522-523 à 525-526, alors que Justin Ier est devenu empereur. C'est l'un des postes les plus importants de l'administration byzantine. Il fait de lui le rédacteur et le signataire des édits impériaux. Or l'empereur Justin est un thrace d'origine modeste. Il est arrivé sur le trône impérial après avoir gravi les échelons de l'armée. Toutefois, peu accoutumé à la politique, il s'appuie durant son règne sur plusieurs conseillers, notamment son neveu et fils adoptif, Justinien.  
Proclus conseille Justin avec la prudence qui le caractérise, généralement opposé à l'adoption de lois nouvelles et répugnant conduire une politique étrangère aventureuse :  
- Quand Kavadh Ier, l'empereur des Sassanides, propose à Justin d'adopter son fils et successeur Khosro, Proclus fait remarquer qu'une telle décision aurait également pour conséquence de faire de Khosro un prétendant potentiel au trône byzantin. Ceci conduisit à l'abandon si ce n'est à l'échec de ce projet[1].
- Lors du procès de Théodote, préfet de Constantinople accusé d'une action répressive trop violente contre les Factions, il n'hésite pas à témoigner en sa faveur sans être sanctionné, alors même que Justinien conforte l'accusation, ce qui témoigne de sa grande influence[2],[3].

En récompense de son action, il est nommé consul honoraire peu avant sa mort en 527.

## Réception
Proclus est apprécié pour sa droiture, son sens de la justice et sa prudence, liées à son conservatisme. Ses qualités personnelles font dire aux chroniqueurs de l'époque comme Jean le Lydien qu'il est le nouvel Aristide, : Procope de Césarée est particulièrement sensible à sa pensée. Georges Tate, historien spécialiste de l'Empire byzantin, voit en lui l'idéal du commis de l'État du début de l'Empire byzantin, notamment en raison de son souci d'assurer la continuité de l'action impériale au-delà de la personnalité de chaque empereur et dénué toute ambition politique.